# 橋本健人
橋本 健人（はしもと けんと、1999年12月8日 - ）は、神奈川県横浜市都筑区出身のプロサッカー選手。Jリーグ・アルビレックス新潟所属。ポジションはディフェンダー（DF）。

## 略歴
横浜FCのアカデミー出身。神奈川県立希望ケ丘高校卒業後はトップチームへ昇格せず、慶應義塾大学へ進学した。2020年5月28日、2022年シーズンからのレノファ山口FC加入内定が発表された。また6月12日には特別指定選手に認定された。7月15日、J2第5節の徳島ヴォルティス戦で後半途中から出場しJリーグデビューを果たした。2021年シーズンも引き続き特別指定選手としてレノファ山口FCに登録され、J2リーグ最終節の愛媛FC戦でJ初ゴールを決めた。
2023年シーズンより、横浜FCに期限付き移籍。
2024年、徳島ヴォルティスに完全移籍。
2024年7月、アルビレックス新潟に完全移籍した。

## 所属クラブ
- 横浜港北SC（横浜市立南山田小学校）
- 横浜FCジュニアユース（横浜市立中川中学校）
- 横浜FCユース（神奈川県立希望ヶ丘高等学校）
- 慶應義塾大学
  - 2020年6月 - 2021年  レノファ山口FC（特別指定選手）
- 2022年 - 2023年  レノファ山口FC
  - 2023年  横浜FC（期限付き移籍）
- 2024年 - 同年7月  徳島ヴォルティス
- 2024年7月 -  アルビレックス新潟

## 個人成績
| 国内大会個人成績 | 国内大会個人成績 | 国内大会個人成績 | 国内大会個人成績 | 国内大会個人成績 | 国内大会個人成績 | 国内大会個人成績 | 国内大会個人成績 | 国内大会個人成績 | 国内大会個人成績 | 国内大会個人成績 | 国内大会個人成績 |
| 年度             | クラブ           | 背番号           | リーグ           | リーグ戦         | リーグ戦         | リーグ杯         | リーグ杯         | オープン杯       | オープン杯       | 期間通算         | 期間通算         |
| 年度             | クラブ           | 背番号           | リーグ           | 出場             | 得点             | 出場             | 得点             | 出場             | 得点             | 出場             | 得点             |
| 日本             | 日本             | 日本             | 日本             | リーグ戦         | リーグ戦         | リーグ杯         | リーグ杯         | 天皇杯           | 天皇杯           | 期間通算         | 期間通算         |
| ---------------- | ---------------- | ---------------- | ---------------- | ---------------- | ---------------- | ---------------- | ---------------- | ---------------- | ---------------- | ---------------- | ---------------- |
| 2020             | 山口             | 42               | J2               | 10               | 0                | -                | -                | -                | -                | 10               | 0                |
| 2021             | 山口             | 42               | J2               | 8                | 1                | -                | -                | 0                | 0                | 8                | 1                |
| 2022             | 山口             | 14               | J2               | 35               | 2                | -                | -                | 1                | 0                | 36               | 2                |
| 2023             | 横浜FC           | 42               | J1               | 7                | 0                | 3                | 0                | 2                | 0                | 12               | 0                |
| 2024             | 徳島             | 42               | J2               | 21               | 1                | 1                | 0                | 2                | 0                | 24               | 1                |
| 2024             | 新潟             | 42               | J1               | 9                | 0                | 4                | 0                | -                | -                | 13               | 0                |
| 2025             | 新潟             | 42               | J1               |                  |                  |                  |                  |                  |                  |                  |                  |
| 通算             | 日本             | 日本             | J1               | 16               | 0                | 7                | 0                | 2                | 0                | 25               | 0                |
| 通算             | 日本             | 日本             | J2               | 74               | 4                | 1                | 0                | 3                | 0                | 78               | 4                |
| 総通算           | 総通算           | 総通算           | 総通算           | 90               | 4                | 8                | 0                | 5                | 0                | 103              | 4                |

- 2020年・2021年は特別指定選手

出場歴
- Jリーグ初出場 - 2020年7月15日 J2第5節 徳島ヴォルティス戦 (鳴門・大塚スポーツパークポカリスエットスタジアム)
- Jリーグ初得点 - 2021年12月5日 J2第42節 愛媛FC戦 (ニンジニアスタジアム)